# Uwe Koschinat
Uwe Koschinat (* 1. September 1971 in Koblenz) ist ein deutscher Fußballtrainer und ehemaliger -spieler.

## Spielerkarriere
Koschinat wurde mit Wolfsburg 1992 Meister der Oberliga Nord, die anschließenden Aufstiegsspiele zur 2. Bundesliga wurden als Gruppensieger ebenfalls erfolgreich bestritten. In der Zweitligasaison 1992/93 konnte sich der 1,78 m große Abwehrspieler nicht bei Wolfsburg durchsetzen. Ab der Saison 1993/94 spielte er für die TuS Koblenz in Ober- und Regionalliga. 2002 wechselte er für ein Jahr zum FV Engers 07, bevor er seine Karriere 2004 bei der TuS Koblenz ausklingen ließ.

## Trainerkarriere
Nach seiner aktiven Laufbahn arbeitete er ab 2006 zunächst als Co-Trainer bei der TuS Koblenz. Im Dezember 2009 übernahm er kurzzeitig als Interimstrainer nach der Entlassung von Uwe Rapolder die Führung der Mannschaft. Nach der Berufung von Petrik Sander war er wieder Co-Trainer. Im Frühjahr 2011 schloss er seine Trainerausbildung mit dem Erwerb der Trainerlizenz an der Sporthochschule Köln zusammen mit Roger Schmidt, Sami Hyypiä, Thomas Schneider, Markus Gisdol u. a. erfolgreich ab.
Zur Saison 2011/12 wechselte er als Cheftrainer zum SC Fortuna Köln. Seine Einstellung wurde im Rahmen des Projekts DeinFußballclub.de von 74,8 % der Vereinsmitglieder abgesegnet. In der Saison 2012/13 holte er mit seinem neuen Verein sogleich die Vizemeisterschaft in der Regionalliga West und gewann zudem das Endspiel um den Mittelrheinpokal gegen Alemannia Aachen. Dadurch qualifizierten sich die Kölner für die erste Hauptrunde im DFB-Pokal, in der Koschinats Mannschaft im August 2013 auf den Bundesligisten 1. FSV Mainz 05 traf, dem man mit 1:2 unterlag.
In der Saison 2013/14 wurde Fortuna Köln schließlich Meister der Regionalliga West. In den beiden Entscheidungsspielen um den Aufstieg in die 3. Liga konnte man sich gegen den Meister der Regionalliga Bayern, die zweite Mannschaft des FC Bayern München, mit einem 1:0-Heimsieg und einer 1:2-Auswärtsniederlage knapp durchsetzen. Im Januar 2018 wurde bekannt, dass Koschinats Vertrag mit Fortuna Köln vorzeitig verlängert wurde.
Am 15. Oktober 2018 wurde Koschinats Vertrag bei der Fortuna jedoch auf eigenen Wunsch aufgelöst. Am selben Tag stellte ihn der Zweitligist SV Sandhausen als neuen Cheftrainer vor und stattete ihn mit einem Vertrag bis zum 30. Juni 2020 aus. Nachdem der SVS die Hinrunde der Saison 2019/20 auf einem „historischen“ 9. Rang beendet hatte, erhielt Koschinat eine Vertragsverlängerung bis Juni 2022; die Rückserie beendete die Mannschaft letztendlich auf dem 10. Platz. Nach fünf sieglosen Partien in Folge stellte der Verein seinen Cheftrainer im Anschluss an den 8. Spieltag der Saison 2020/21 frei.
Zur Saison 2021/22 übernahm Koschinat die Drittligamannschaft des 1. FC Saarbrücken als Nachfolger von Lukas Kwasniok. Er unterschrieb einen Vertrag bis zum 30. Juni 2023. Nach nur einem Sieg aus acht Partien wurde Koschinat am 10. Oktober 2022 als Cheftrainer beim 1. FC Saarbrücken entlassen.
Im März 2023 wurde Koschinat Cheftrainer des Zweitligisten Arminia Bielefeld. Der Bundesliga-Absteiger stand nach dem 23. Spieltag der Saison 2022/23 mit 21 Punkten auf dem Abstiegsrelegationsplatz und hatte jeweils einen Punkt Abstand auf das Tabellenende und einen Nicht-Abstiegsplatz. Er wurde nach Uli Forte und Daniel Scherning zum dritten Arminia-Cheftrainer in dieser Spielzeit. In 11 Ligaspielen holte die Mannschaft unter seiner Leitung 13 Punkte. Am Saisonende belegte man den 16. Platz und musste in den Relegationsspielen gegen den SV Wehen Wiesbaden antreten. Dort verlor Arminia Bielefeld das Hinspiel mit 0:4 und das Rückspiel mit 1:2 und musste somit in die 3. Liga absteigen. Wenige Tage später entschied der kurz zuvor neu berufene Sport-Geschäftsführer Michael Mutzel, Koschinats auslaufenden Vertrag, der sich im Falle des Klassenerhalts verlängert hätte, nicht zu erneuern.
Am 27. November 2023 engagierte der VfL Osnabrück Koschinat als Nachfolger von Tobias Schweinsteiger. Der Zweitligist stand zu diesem Zeitpunkt mit sieben Punkten nach 14 Spieltagen auf dem letzten Tabellenplatz. Im April 2024 wurde der zum Saisonende auslaufende Vertrag ligaunabhängig verlängert. Trotz Abstiegs bleibt Koschinat Trainer des VfL Osnabrücks. Nach fünf Punkten aus den ersten sechs Spielen der Saison 2024/25 wurde er Ende September 2024 freigestellt.
Nach zweieinhalb Monaten wurde Koschinat Mitte Dezember 2024 Cheftrainer des Ligakonkurrenten Rot-Weiss Essen, der nach dem 17. Spieltag mit 16 Punkten auf dem 18. Platz stand und drei Punkte Rückstand auf einen Nicht-Abstiegsplatz hatte. Er unterschrieb einen Vertrag bis zum 30. Juni 2026 und folgte auf Christoph Dabrowski. Er beendete die Saison 24/25 mit der Mannschaft auf einen einstelligen Tabellenplatz.

## Erfolge

### Als Spieler
- Aufstieg in die 2. Bundesliga: 1992
- Meister der Oberliga Nord: 1992

### Als Trainer
- Aufstieg in die 3. Liga: 2014
- Meister der Regionalliga West: 2014
- Mittelrheinpokalsieger: 2013
- Niederrheinpokalsieger 2025